# كريبانط عديم الساق
كريبانط عديم الساق (الاسم العلمي:Cryptanthus acaulis) هو نوع من النباتات يتبع جنس الكريبانط من الفصيلة البروميلية.